# دنيس غينتري
دنيس غينتري (بالإنجليزية: Dennis Gentry)‏ هو لاعب كرة قدم أمريكية أمريكي، ولد في 10 فبراير 1959 في لوبوك في الولايات المتحدة.

## وصلات خارجية
- دنيس غينتري على موقع مرجع كرة القدم المحترفة.كوم (الإنجليزية)